# Vakzin-induzierte immunthrombotische Thrombozytopenie
Die Vakzin-induzierte immunthrombotische Thrombozytopenie (VITT) (englisch vaccine-induced immune thrombotic thrombocytopenia, VITT) ist eine seltene, jedoch schwerwiegende und in einigen Fällen tödliche Komplikation nach der Impfung mit COVID-19-Impfstoffen auf Basis von viralen Vektoren. Sie ist gekennzeichnet durch Thrombosen (Blutgerinnsel, die zur Verstopfung eines Blutgefäßes führen) in Kombination mit einer Thrombozytopenie (Verminderung der Zahl der Blutplättchen). Ursache ist die Bildung von blutplättchenaktivierenden Antikörpern gegen den Plättchenfaktor 4 (PF4) ähnlich der bei Heparin-induzierter Thrombozytopenie vom Typ II. Die Thrombosen entstehen häufig an atypischen Stellen, wie zum Beispiel Zerebrale Venen- und Sinusthrombosen oder in Milz-, Leber- oder Mesenterialvenen. Fälle von VITT wurden nach Impfungen mit den Impfstoffen von AstraZeneca (AZD1222) und Johnson & Johnson (Ad26.COV2.S) beobachtet. Eine anfänglich berichtete Häufung bei Frauen unter 60 Jahren konnte in weiteren Studien nicht bestätigt werden. Nach Erkenntnissen aus der zweiten Hälfte des Jahres 2021 tritt die VITT in jedem Alter und bei Männern und Frauen etwa gleich häufig auf.
Andere Bezeichnungen für das seit März 2021 vermehrt berichtete Syndrom sind Thrombose-mit-Thrombozytopenie-Syndrom (TTS) (englisch Thrombosis with thrombocytopenia syndrome (TTS)), Vakzine-induzierte prothrombotische Immunthrombozytopenie (VIPIT), Vakzine-induzierte immunogene thrombotische Thrombozytopenie (VITT), Impfstoffinduzierte immunthrombotische Thrombozytopenie, Impfstoff-induzierte Thrombozytopenie.

## Häufigkeit und Vorkommen
Fälle von VITT wurden nach Impfungen mit den COVID-19-Impfstoffen AZD1222 (AstraZeneca) und Ad26.COV2.S (Johnson & Johnson) gemeldet. Beiden Impfstoffen ist gemeinsam, dass sie auf modifizierten Erkältungsviren basieren („Vektorimpfstoffe“). Die genaue Häufigkeit (Inzidenz) dieser Komplikation kann nicht genau beziffert werden und Schätzungen dazu sind mit einer großen Unsicherheit behaftet, es handelt sich aber um extrem seltene Ereignisse. Insgesamt wurden von der Europäischen Arzneimittelagentur bis zum 4. April 2021 bei 34 Millionen im Europäischen Wirtschaftsraum und im Vereinigten Königreich mit dem AstraZeneca-Impfstoff geimpften Personen 169 Fälle von Hirnvenen- und Sinusthrombosen und 53 Fälle von Thrombosen in den Venen der Oberbauchorgane (splanchnische Venen) registriert. Die britische Regierung schätzt die Häufigkeit der Komplikation auf 7 bis 10 Fälle auf eine Million mit dem AstraZeneca-Vakzin geimpften Personen, während nach Zahlen der amerikanischen Regierung etwa 3 Fälle auf eine Million mit Johnson & Johnson Geimpfter kommen, wobei letzteres deutlich unterschätzt sein dürfte.
Faktoren, die das Risiko für die Entwicklung einer VITT mit einem der beiden genannten Impfstoffe erhöhen, konnten bislang nicht sicher identifiziert werden. In den frühen Berichten waren besonders jüngere Frauen davon betroffen, Männer und Menschen über 60 Jahre dagegen kaum. Dies könnte allerdings eher die Folge des damaligen Stands der Impfkampagne in Staaten wie dem Vereinigten Königreich gewesen sein, wo zunächst das überwiegend weibliche und im Schnitt jüngere Personal des Gesundheitswesens geimpft wurde. Spätere Studien sahen ein ausgeglicheneres Geschlechterverhältnis, und auch Fälle unter älteren Menschen wurden häufiger berichtet. Neben dem umstrittenen Einfluss von Geschlecht und Lebensalter konnten keine weiteren Risikofaktoren identifiziert werden.
Außer den Präparaten von AstraZeneca und Johnson & Johnson gibt es noch eine Reihe weiterer vektorbasierter SARS-CoV2-Impfstoffe (z. B. Sputnik V) und einen vektorbasierten Ebola-Impfstoff von Janssen Pharmaceutica, die ebenfalls millionenfach verimpft wurden, ohne dass es dokumentierte Fälle von VITT gäbe. Es ist nicht klar, ob eine VITT bei diesen Impfstoffen tatsächlich nicht auftritt, oder ob Fälle von VITT nicht erkannt und nicht berichtet wurden.
Es gibt einen Fallbericht von Thrombose und Thrombopenie nach Impfung mit dem mRNA-1273-Impfstoff von Moderna. In der wissenschaftlichen Literatur wird allerdings in Frage gestellt, dass es sich dabei tatsächlich um eine echte VITT handelte, und nicht eher um einen Fall von spontaner Heparin-induzierter Thrombozytopenie.

## Krankheitsbild
Das Syndrom tritt in der Regel fünf bis 30 Tage nach einer Impfung mit einem der oben genannten Impfstoffe auf. Kennzeichnend sind eine Verminderung der Blutplättchen (Thrombozytopenie) mit der Bildung von Blutgerinnseln (Thrombosen) in sonst untypischen Lokalisationen. Am häufigsten treten Thrombosen in den Hirnvenen und Durasinus, gefolgt von Thrombosen in den Venen der Oberbauchorgane (Splanchnikus-Gebiet): Pfortader und Milzvene, Lebervenen und Mesenterialvenen, sowie den Venen der Nebennieren. Seltener sind Lungenembolie.. Tiefe Venenthrombosen in den Beinen, die ansonsten sehr häufig sind, sind bei einer VITT selten. Es wurden auch arterielle Thrombosen beschrieben, vor allem Schlaganfälle im Versorgungsgebiet der Arteria cerebri media, Gefäßverschlüsse der Arme und Beine, und Herzinfarkte durch Thrombosen in den Herzkranzgefäßen. Die Thrombosen können auch an mehreren Stellen gleichzeitig auftreten.
Die Symptome hängen davon ab, wo die Thrombosen auftreten, zum Beispiel:
- Hirnvenen- und Sinusthrombosen: starke Kopfschmerzen, Übelkeit, Schwindel, neurologische Ausfälle und Krampfanfälle
- splanchnische Venen: starke Bauch- und Rückenschmerzen
- Lungenembolie: Brustschmerzen und Luftnot
- Ischämischer Schlaganfall: plötzliche neurologische Ausfälle wie Lähmungen oder Sprachstörungen

Begleitend können innere Blutungen auftreten, vor allem Hirnblutungen bei Hirnvenenthrombosen. Petechien sind ebenfalls häufig. In manchen Fällen versterben Patienten ohne erkennbare vorausgehende Anzeichen der Erkrankung.

## Ursache
Bei einer VITT bilden sich aus bislang ungeklärten Gründen Antikörper vom Typ IgG gegen Plättchenfaktor 4, der an Blutplättchen (Thrombozyten) gebunden ist. An diese Antikörper binden wiederum Rezeptoren auf der Blutplättchenoberfläche, wodurch das Blutplättchen aktiviert wird. In der Folge klumpen die Blutplättchen zusammen, wodurch sie einerseits Blutgefäße verstopfen (Thrombose). Andererseits verringert sich die Zahl freier Blutplättchen im Blut (Thrombopenie), weshalb Blutungen länger dauern und gleichzeitig mit den Blutgerinnseln auch (selten) innere Blutungen auftreten können.
Aktivierende Antikörper gegen Plättchenfaktor 4 spielen auch bei der Heparin-induzierten Thrombozytopenie vom Typ II (HIT) und ihren Varianten eine wichtige Rolle, weshalb die VITT in der Literatur mitunter der autoimmunen HIT zugeordnet wird.

## Diagnostik
Grippeartige Beschwerden und Kopfschmerzen sind in den ersten zwei Tagen nach der Impfung eine sehr häufige Nebenwirkung von Covid-19-Impfstoffen, daher ist eine weiterführende Diagnostik bei den allermeisten Patienten nicht erforderlich. Grund zu weiterer Diagnostik besteht, wenn die Beschwerden länger anhalten, sich deutlich verschlechtern oder nach mehr als zwei Tagen neu auftreten. Hierzu gehören Schwindel, Erbrechen, starke Kopfschmerzen, die nicht auf übliche freiverkäufliche Schmerzmittel ansprechen, Sehstörungen, Luftnot und Schmerzen in der Brust, dem Bauch oder den Gliedmaßen. Welche diagnostischen Maßnahmen genau zu ergreifen sind, unterscheidet sich in den Empfehlungen unterschiedlicher internationaler Fachgesellschaften.

### Labordiagnostik
Zur grundlegenden Diagnostik gehört eine Untersuchung des Blutes mit einem Blutbild, insbesondere der Thrombozytenzahl. Diese ist bei einer VITT vermindert (weniger als 150.000 Thrombozyten pro Mikroliter= Thrombopenie). Im Blutausstrich lassen sich normalerweise keine Auffälligkeiten feststellen. Das D-Dimer ist erhöht und weist auf Thrombosen hin. Werden eine Thrombose oder eine Thrombopenie nachgewiesen, muss ein Test auf Antikörper gegen Plättchenfaktor 4 (PF4) durchgeführt werden. Hierzu wird der ELISA-Test aus der HIT-Diagnostik als Screeningtest verwendet, der Antikörper gegen den Komplex aus PF4 und Heparin nachweist. Die Gesellschaft für Thrombose- und Hämostaseforschung empfiehlt als weitere Schritte einen Serotoninfreisetzungstest (Serotonin Release Assay, SRA) oder einen Heparininduzierten Plättchenaktivierungsassay (HIPA), um die VITT von einer autoimmunen HIT weiter zu differenzieren. Andere Fachgesellschaften, wie die American Society of Hematology, erachten einen positiven ELISA-Test bei entsprechender Impf-Anamnese als beweisend für eine VITT.

### Bildgebung

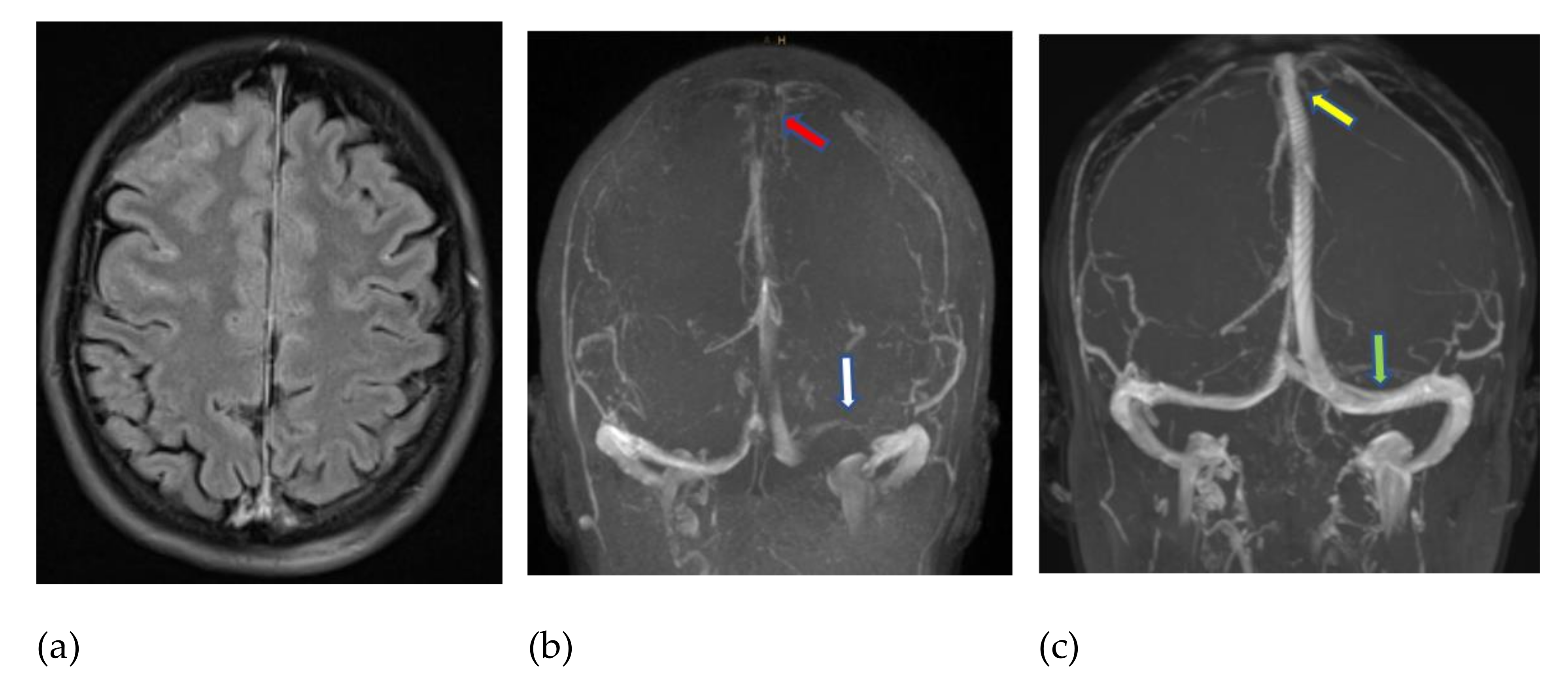
Sinus-/Venenthrombose, die nach einer COVID-19-Impfung aufgetreten ist. Abbildung (a) zeigt Blut im Subarachnoidalraum. Die Magnetresonanzangiographie (b) zeigt einen thrombotischen Verschluss des Sinus sagittalis superior (roter Pfeil) und des linken Sinus transversus (weißer Pfeil). Eine Nachuntersuchung zehn Tage später (c) unter Volldosis-Heparinisierung, unterstützt durch eine endovaskuläre Thrombektomie der Sinus, bestätigte die Rekanalisation des Sinus sagittalis superior (gelber Pfeil) und des linken Sinus transversus (grüner Pfeil).

Eine Bildgebung wird zum Nachweis von Thrombosen eingesetzt. Je nach vermuteter Lokalisation kommen unterschiedliche Untersuchungen zum Einsatz: bei vermuteter Thrombose im Hirn ist eine MRT des Schädels die erste Wahl. Lungenembolien werden im CT des Brustkorbs nachgewiesen. Für den Nachweis von Thrombosen des Bauchraumes eignet sich die CT oder MRT des Bauches sowie bei bestimmten Lokalisationen die Abdomen-Sonografie. Zum Nachweis von Thrombosen in den Extremitäten ist die Farbkodierte Doppler-Sonografie der Venen am besten geeignet.

### Falldefinitionen
Es gibt derzeit noch keine international akzeptierte Definition eines TTS/VITT. Die vorläufige Arbeitsdefinition der Centers for Disease Control and Prevention (CDC) in den USA wird auch vom Paul-Ehrlich-Institut genutzt:
- Thrombose mit ungewöhnlicher Lokalisation wie Sinusvenenthrombose, Mesenterial-, Pfortader- oder Milzvenenthrombose und Thrombozytopenie (< 150 G/L)
- oder Thrombozytopenie und Thrombose wie Lungenembolie, tiefe Beinvenenthrombose („gewöhnliche“ Lokalisation) und Nachweis von Anti-PF4-Antikörpern.

Die American Society of Hematology nennt fünf Kriterien für „definitives“ TSS/VITT:
- COVID-Impfstoff 4 bis 42 Tage vor Symptombeginn
- Jede venöse oder arterielle Thrombose;
- Thrombozytopenie (Thrombozytenzahl < 150.000/µl)
- Positiver PF4 „HIT“ ELISA-Test (also Nachweis von Antikörpern gegen den Plättchenfaktor 4)
- Deutlich erhöhtes D-Dimer (> 4000 FEU oder Äquivalent)

## Differentialdiagnosen
Die VITT muss von anderen Ursachen für Thrombozytopenien und Thrombosen differenzialdiagnostisch abgegrenzt werden. Dazu gehören
- COVID-19: die Erkrankung geht bei schweren Verläufen mit einem erhöhten Risiko für Thrombosen und Thrombozytopenien einher
- die klassische Heparin-induzierte Thrombozytopenie Typ II
- andere Thrombozytopenien: Immunthrombozytopenie, Medikamentennebenwirkungen …
- andere Ursachen von Thrombosen: bösartige Tumoren, Schwangerschaft, Trauma, Operationen, Immobilisierung …
- Thrombotisch-thrombozytopenische Purpura

## Vorsichtsmaßnahmen
- Meidung von Vektor-Impfungen: Angesichts des häufigeren Auftretens bei Jüngeren empfiehlt die STIKO allen Personen unter 60 Jahren, die Vektorimpfstoffe von AstraZeneca und Johnson&Johnson zu meiden, bzw. bei erfolgter erster Impfung mit AstraZeneca bei der zweiten Impfung einen mRNA-Impfstoff zu verwenden.[16] Jedoch wurde dies in Deutschland von den Regierungen in Bund und Ländern wenig beachtet, denn der Impfstoff AZD1222 wurde als erster von der Priorisierung befreit;[17] außerdem wurde durch Bundesgesundheitsminister Jens Spahn gefordert, das Impfintervall von 12 auf 4 Wochen zu verkürzen.[18]
- Zeitlicher Abstand: Die Forscher der Uni Greifswald warnten im Mai 2021 davor, von der Möglichkeit eines viel kürzeren Zeitintervalls vor einer zweiten Impfung mit AZD1222 Gebrauch zu machen, weil dann evtl. noch mehr plättchenaktivierende Antikörper vorhanden seien, was das Risiko erhöhe.[19]

## Therapie
Die Europäische Arzneimittel-Agentur (EMA) empfiehlt die Orientierung an den Empfehlungen nationaler wissenschaftlicher Vereinigungen. Für den deutschsprachigen Raum hat die Gesellschaft für Thrombose- und Hämostaseforschung (GTH) Empfehlungen mit Stand vom 1. April 2021 veröffentlicht. Andere international beachtete Therapieempfehlungen sind beispielsweise die der American Society of Hematology (12. August 2021), des National Institute for Health and Care Excellence (29. Juli 2021) und der International Society on Thrombosis and Haemostasis (22. April 2021) (s. Weblinks). Die aktuell (November 2021) verfügbaren Leitlinien geben eine Expertenkonsens wieder, viele der Empfehlungen sind von der Therapie der dem VITT verwandten Heparin-induzierten Thrombozytopenie abgeleitet oder aufgrund der Erkenntnisse über die Ursachen und Pathophysiologie der VITT entwickelt worden. Daher kommen die hinter den Leitlinien stehenden Gesellschaften mitunter zu unterschiedlichen Ergebnissen.
Patienten mit Thrombosen benötigen eine Blutgerinnungshemmung (Antikoagulation). Mit welchem Wirkstoff diese am besten durchzuführen ist, ist unklar, insbesondere, ob Heparin genutzt werden kann. Aufgrund der pathophysiologischen Ähnlichkeit zur HIT besteht die Befürchtung, dass die Gabe von Heparin das Krankheitsbild verschlimmert. In den Leitlinien wird daher mehrheitlich dazu geraten, auf Heparin zu verzichten, wobei die GTH für bestimmte Fälle eine sichere Verwendbarkeit von Heparin annimmt. Als sichere Antikoagulantien werden übereinstimmend DOAKs, Argatroban, Bivalirudin, Fondaparinux und Danaparoid genannt.
In Analogie zur HIT wird die Gabe intravenöser Immunglobuline zur Durchbrechung der Thrombusbildung leitlinienübergreifend empfohlen. Empfehlungen über Dosis und Dauer der Behandlung variieren zwischen den Leitlinien, in der Regel wird 1 g/kg Körpergewicht über ein bis zwei Tage empfohlen.
In schweren Fällen kann ein Plasmaaustausch versucht werden.
Vermieden werden soll die Transfusion von Thrombozyten bei Thrombopenie, da die transfundierten Thrombozyten ebenfalls aktiviert werden können. Auch ASS soll nicht verwendet werden, da es die Aktivierung der Thrombozyten nicht verhindert und eher das Blutungsrisiko verstärkt.